# Гідрон
Гідрон (англ. hydron) — позитивний  іон Н+ (на відміну від гідрид-аніона Н− та гідрогрупи Н (англ. hydro group) з природним вмістом ізотопів, або загальна назва будь-яких позитивних йонів H без огляду на їхню масу (протона 1Н+, дейтрона 2Н+ і тритона 3Н+).